# أدب القصور (يهودية)

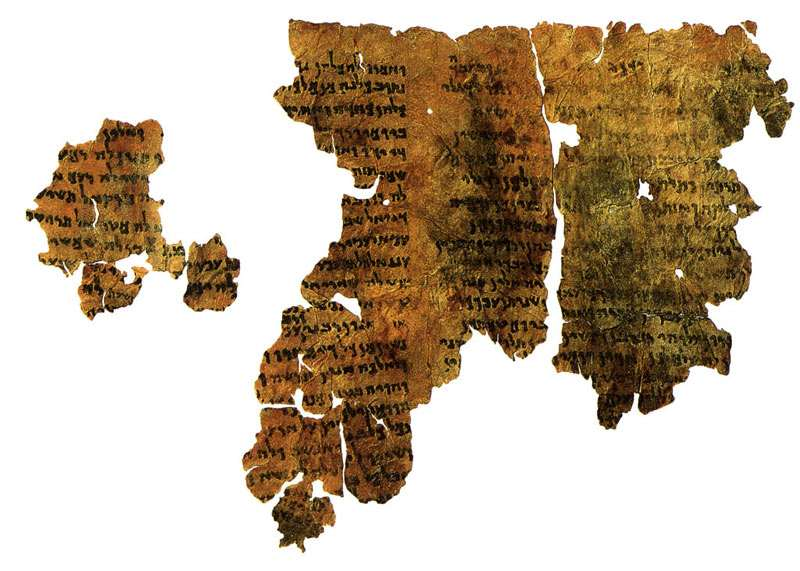

أدب القصور في اليهودية هو كتابات حول موضوع رؤى الصعود إلى القصور السماوية. هذا النوع من الأعمال يتداخل مع «أدب العربة» المستمدة من قصة حزقيال عن عربة  الرب التي وردت في كتب العهد القديم. حتى في بعض الأحيان، يشار إليهما معا باسم «كتب القصور والعربة» (بالعبرية ספרות ההיכלות והמרכבה). أدب القصور يسرد كتابات حول اليهودية الباطنية وعن الوحي والتي كتبت في زمن يتراوح بين أواخر العصور القديمة، ويعتقد البعض من زمن وضع التلمود وحتى ما سبق ذلك، إلى أوائل العصور الوسطى.
استندت العديد من مواضيع  الكابالا اللاحقة إلى نصوص أدب القصور التي هي في حد ذاتها تستند إلى مصادر سابقة، بما في ذلك التقاليد حول صعود أخنوخ إلى السماء كما وجدت بين مخطوطات البحر الميت ومزيفات الكتاب المقدس العبري.

## النصوص
بعض النصوص التي تتناول ادب القصور هي:
- «القصور الصغرى» وهي تفاصيل صعود الحاخام عكيفا إلى السماء.
- "القصور الكبرى، وهي تفاصيل صعود الحاخام إسماعيل.
- «أعمال المركبة» وهي مجموعة من تراتيل تتلى من قبل «والأسلة» سمعت أثناء صعودها.
- "المركبة الكبرى.
- «سفر القصور» والمعروف أيضا باسمأخنوخ-3.

من النصوص الأخرى المماثلة:
- «رؤى حزقيال»
- «رسالة القصور»
- «أبعاد إلهية»
- «كتاب الأسرار»
- «سيف موسى»
- «أبجدية اكيبا بن يوسف»

## التأريخ والنوع الأدبي
أدب القصور هو ما بعد الحاخامية اليهودية وليس هو بأدب الحاخامي، ولكنه لأنه يسعى للوقوف بجانب الأدب الحاخامية يعتبر في كثير من الأحيان من الأدب المنحول.

## للإستزادة
- تصوف المركبة
- المدراش الأصغر
- السماوات السبع
- النصوص الأساسية للكابالا

## وصلات خارجية
- The Zoharic Seven Heavens
- The Heichalot & the Merkavah, (The Palaces & The Chariot)
- Notes on the Study of Merkabah Mysticism and Hekhalot Literature in English
- English translation of the Hekhalot Rabbati